# Кафка на плажа
„Кафка на плажа“ (на японски: 海辺のカフカ) е роман от 2002 г. на японския писател Харуки Мураками, обявен за една от 10-те най-добри книги за 2005 г. от американския вестник „Ню Йорк Таймс“ и получил Световната награда за фентъзи за 2006 г. Сюжетната линия на романа проследява младия Кафка Тамура, 15-годишно момче, обичащо книгите, което бяга от вкъщи, и Сатору Наката, стар човек с увреждания с необичайната способност да говори с котки. Книгата илюстрира възгледите на автора за света на музиката като комуникативен проводник, метафизиката, сънищата, съдбата и подсъзнанието.
Книгата е издадена за пръв път на български през 2006 година в превод на Людмил Люцканов.